# Lev Vasziljevics Vorobjov
Lev Vasziljevics Vorobjov   (oroszul: Ле́в Васи́льевич Воробьё́в) (Borovicsi, 1931. február 24. – Monino, 2010. május 12.) szovjet űrhajós.

## Élete
1946-ban Borovicsiben végezte el a középiskolát. 1949-ben Kijevben szerzett diplomát a légierő speciális iskolájában. 1952-ben elvégezte a hadsereg repülőiskoláját, ahol visszatartották, legyen oktató-pilóta. 1953 és 1955 között politikai iskolába járt. 1957-ben visszahívták az akadémiára, hogy tegyen magasabb vizsgát. Különböző vezetői beosztásokat töltött be a légierőben. 1963. január 10-től kapott űrhajóskiképzést. 1974. június 28-án köszönt el az űrhajósok családjától. Politikai munkásként a űrközpontban dolgozott. 1986-ban ment nyugállományba.

## Űrrepülései
Több Szojuz-program részeként készítették fel, de egyéb okok miatt soha nem indították a világűrbe. 1969 és 1971 között a Hold-programban kapott felkészítést, de a tényleges repülést lefújták. A Szojuz–13 legénységének parancsnok tagja, de jellemkülönbségek miatt nem jött ki Valerij Alekszandrovsics Jazdovszkij társával. Az űrhajózási központ levette őket, a feladat végrehajtást a tartalék személyzetre bízta. Csak a tartalék személyzet parancsnok tagjaként kapott beosztást. 1974-ben Valerij Viktorovics Rjumin fedélzeti mérnökkel a Szaljut–4 űrállomás első legénységének tagja lett. Az utolsó lehetőségét egészségi okok miatt elvették tőle.

## Szakmai sikerei
Több katonai és állami kitüntetés tulajdonosa.